# Рев'якине
Рев'я́кине — село в Україні, в Путивльському районі Сумської області. Населення становить 406 осіб. До 2018 орган місцевого самоврядування — Рев'якинська сільська рада.

## Географія
Село Рев'якине знаходиться біля витоків річки Рудка, нижче за течією на відстані 2 км розташоване село Веселе. На річці кілька загат.

## Історія
За даними на 1862 рік у власницькому селі Путивльського повіту Курської губернії мешкала 321 особа (158 чоловіків та 163 жінки), налічувалось 21 дворове господарство, існувала православна церква.
Станом на 1880 рік у колишньому власницькому селі, центрі Рев'якінської волості, мешкало 312 осіб, налічувалось 51 дворове господарство, існувала православна церква.
12 червня 2020 року, відповідно до розпорядження Кабінету Міністрів України № 723-р «Про визначення адміністративних центрів та затвердження територій територіальних громад Сумської області», село увійшло до складу Путивльської міської громади.
19 липня 2020 року, в результаті адміністративно-територіальної реформи та ліквідації Путивльського району, увійшло до складу новоутвореного Конотопського району.

## Населення

### Мова
Розподіл населення за рідною мовою за даними перепису 2001 року:
| Мова       | Кількість | Відсоток |
| ---------- | --------- | -------- |
| російська  | 363       | 89.41%   |
| українська | 43        | 10.59%   |
| Усього     | 406       | 100%     |

## Уродженці
- Грибінько Анастасія Федорівна — Герой Соціалістичної Праці.[6]